# Maelifell
El Maelifell es un volcán de 799 metros de altura situado en el sur de Islandia.

## Características
Se encuentra en la región de Suðurland, cerca del glaciar Mýrdalsjökull. El vulcanólogo Lee Siebert afirma que se podría considerar extinto, ya que no ha entrado en erupción desde hace más de 10 000 años.